# Aclamación (unanimidad)
El término aclamación se refiere a la elección de los príncipes y de los altos magistrados lo cual se concibe principalmente respecto a los estados de la antigüedad en que como en las repúblicas griegas los negocios se trataban y resolvían en las plazas públicas por el pueblo reunido al efecto. Esta forma de elección o más bien de aprobación se ha usado también en los cuerpos deliberantes y muchas veces eligió el senado por aclamación como lo hacían los pretores y el pueblo.
Se da también el mismo nombre al asentimiento del pueblo prestado en favor de los actos y gestiones de los magistrados cuando está revestido del poder y de las atribuciones para dar esta aprobación.
Esta palabra tiene una acepción particular en la historia de Portugal. Cuando este país adquirió su independencia atravesando una revolución en el año de 1640 y se colocó sobre el trono la dinastía de Braganza, los portugueses dieron a aquel suceso el nombre especial de aclamación y fijando esta época como una especie de monumento de sus anales refieren a ella las fechas de algunos acontecimientos, diciendo comúnmente: esto o lo otro fue antes o después de la aclamación, es decir, antes o después del año de 1640. De modo que entre los portugueses esta palabra indica una época determinada y grande de su historia.
Como quiera elegir por aclamación es cuando hay unanimidad de votos y se expresan instantáneamente y con cierta explosión de júbilo que puede darse en ciertas ocasiones en los cuerpos políticos deliberantes, como por ejemplo, cámaras o asambleas, en las academias o corporaciones científicas y literarias, etc.
Mas en política la aclamación carece actualmente de valor oficial porque si bien puede apoyar o corroborar de hecho ésta o la otra promoción, tal o cual medida, en derecho no crea ni establece nada.
Pero la importancia que tienen con frecuencia los hechos a que se refiere considerados especialmente bajo un punto de vista histórico y el encerrarse tal vez el genio característico de cada nación en las fórmulas de que se vale para expresar sus transportes de entusiasmo, en medio de las alegrías públicas y de los grandes acontecimientos, hacen que sea útil y no desagradable el conocimiento amplio y completo del sentido que ha tenido y que debe darse á dicha palabra.